# تشاك جوردن
تشاك جوردن (بالإنجليزية: Chuck Jordan)‏ هو مهندس أمريكي، ولد في 21 أكتوبر 1927 في ويتير في الولايات المتحدة، وتوفي في 9 ديسمبر 2010 في كاليفورنيا في الولايات المتحدة بسبب لمفوما.

## وصلات خارجية
- الموقع الرسمي